# Abbaye d'Arton (ciruela)
Abbaye d'Arton es una variedad cultivar de ciruelo (Prunus domestica), de las denominadas ciruelas europeas,
una variedad de ciruela que se cultiva en la zona francesa de Perigord, en la Dordogne. Las frutas tienen un tamaño medio, color de piel azul oscuro a negro, y pulpa de color amarillo ámbar teñido en parte de carmín sobre todo bajo la piel en la zona de la sutura y junto al hueso, con textura blanda, pastosa, medianamente jugosa, y un sabor muy dulce, refrescante.

## Historia
'Abbaye d'Arton' variedad de ciruela cuyos orígenes se localizan en la zona francesa de Perigord, en la Dordogne.
'Abbaye d'Arton' está cultivada en el banco de germoplasma de cultivos vivos de la Estación experimental Aula Dei de Zaragoza.

## Características
'Abbaye d'Arton' árbol de porte extenso, moderadamente vigoroso, erguido. Las flores deben aclararse mucho para que los frutos alcancen un calibre más grueso. Tiene un tiempo de floración que comienza a partir del 16 de abril con el 10% de floración, para el 20 de abril tiene una floración completa (80%), y para el 29 de abril tiene un 90% de caída de pétalos.
'Abbaye d'Arton' tiene una talla de tamaño mediano, de forma ovoide, deprimida en las caras laterales, con un lado generalmente algo más desarrollado, presenta sutura poco perceptible, línea estrecha de tono casi exacto a la coloración general del fruto, superficial o en depresión casi imperceptible;epidermis tiene una piel con abundante pruina violácea o azulada, no se aprecia pubescencia, con un color granate oscuro, amoratado o negro, no uniforme, pudiendo verse zonas rosa amoratado más claro y aún a veces el fondo amarillo crema, presenta punteado muy abundante, tamaño variable, color indefinido con aureola carmín o amoratado bien visible sobre todo en zonas más claras; pedúnculo corto o mediano, de calibre fino, sin pubescencia, siendo su cavidad  peduncular donde se inserta estrechísima y superficial, casi nula, prácticamente sin rebajar, aunque a veces queda hendida en la sutura;pulpa de color amarillo ámbar teñido en parte de carmín sobre todo bajo la piel en la zona de la sutura y junto al hueso, con textura blanda, pastosa, medianamente jugosa, y un sabor muy dulce, refrescante.
Hueso semi-libre, ligera adherencia en zona ventral, de tamaño mediano o grande, elíptico, muy aplastado, con un surco dorsal profundo, los laterales casi superficiales, y su superficie arenosa.
Su tiempo de recogida de cosecha se inicia en su maduración en la tercera decena de agosto a septiembre.

## Usos
La ciruela 'Abbaye d'Arton' se utiliza en la elaboración de licor de ciruela.